# Ville du 10 de Ramadan
La Ville du 10 de Ramadan est une ville-nouvelle du Grand Caire qui fait partie des banlieues est du Caire. Le nom de la ville fait référence à la date du 10 de Ramadan 1393 selon le Calendrier hégirien qui correspond au début de la Guerre du Kippour.

## Histoire
La création de la ville du 10 de Ramadan entre dans le contexte de la grande planification du Grand Caire de 1970 lors de laquelle le Comité Suprême pour la Planification du Grand Caire a dessiné les contours de l'agglomération du Caire.

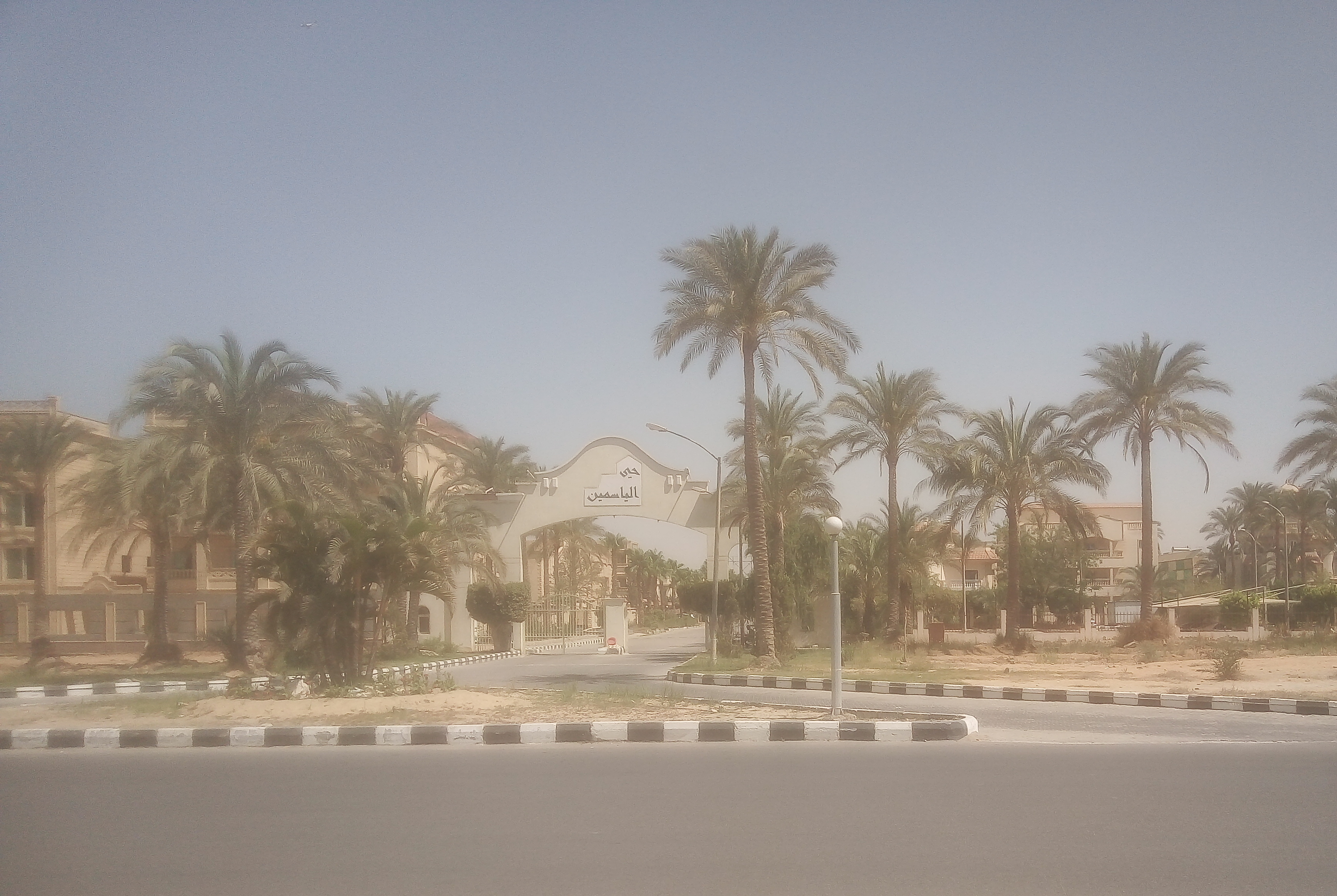
Une quartier résidentiel privé de la ville

La ville a été créée par le Décret Présidentiel 249 en 1977.

## Activités
La ville est divisée en plusieurs zones industrielles et résidentielles ainsi que des zones commerciales.